# Rheinwiesenlager

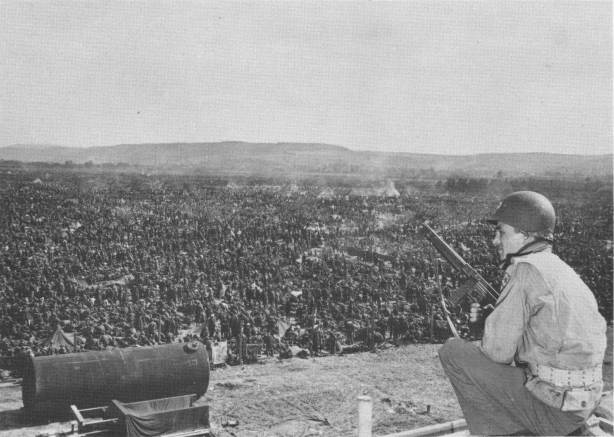
Een Amerikaanse soldaat houdt de wacht bij een Rheinwiesenlager in de buurt van Remagen

Met de naam Rheinwiesenlager (letterlijk: Rijnveldkampen) wordt een groep van 19 kampen in het Rijnland bedoeld in het door de Amerikaanse, Britse en Franse strijdkrachten bezette Duitsland van na de Tweede Wereldoorlog. In de kampen werden tijdelijk onder de meest erbarmelijke en primitieve omstandigheden verschillende groepen van Duitse gevangenen geïnterneerd.
Van april tot september 1945 werden in deze kampen, niet meer dan een stuk open veld met een omheining van prikkeldraad, tussen één en twee miljoen gecapituleerde Wehrmacht-soldaten gevangen gezet. Door de gevangenen niet te classificeren als POW's (Prisoner of war) werden de internationale verdragen met betrekking tot de vereiste behandeling van krijgsgevangenen door de geallieerde strijdkrachten niet gerespecteerd.
Het gebrek aan noodzakelijke voorzieningen leidde tot de dood van veel kampbewoners door honger, uitdroging en blootstelling aan de weersomstandigheden. De meeste schattingen van het aantal slachtoffers in deze kampen variëren van 3.000 tot 10.000.

## Oprichting van de kampen

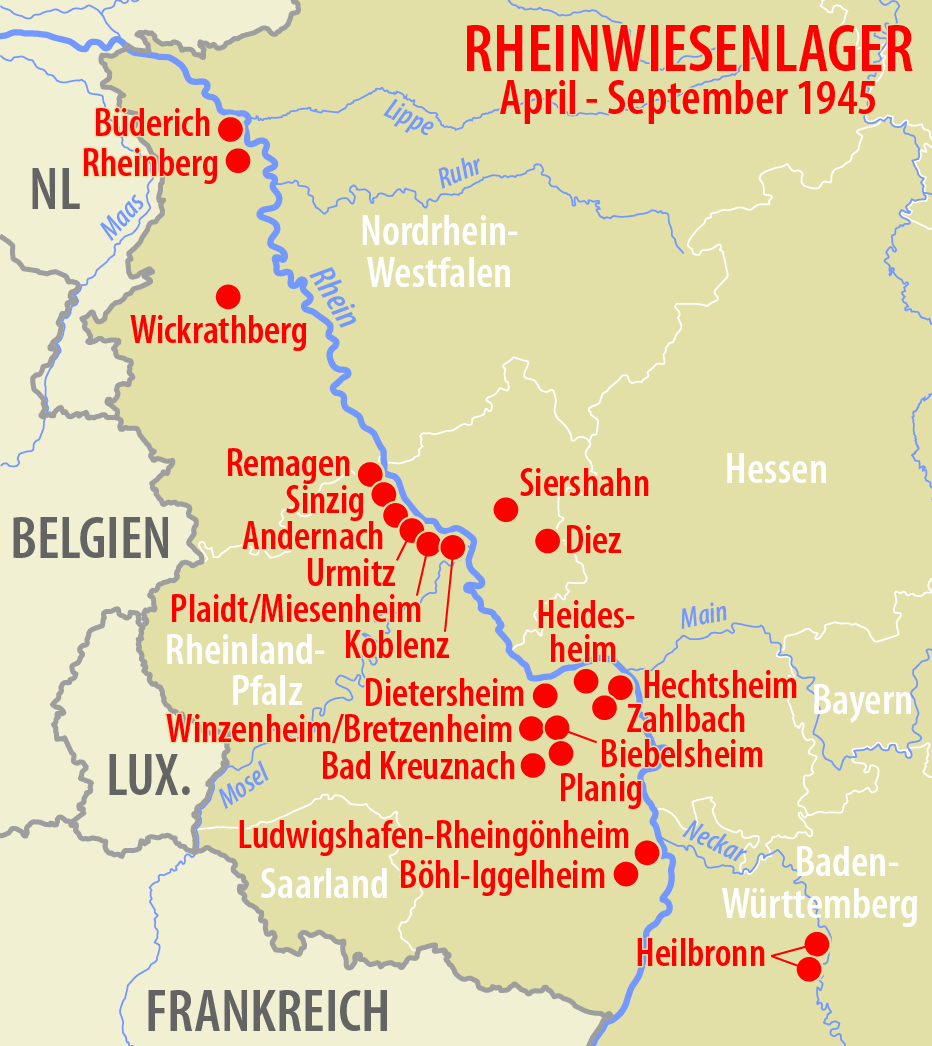
Locaties van de Rheinwiesenlager

In het begin waren er plannen om de krijgsgevangenen over te brengen naar Groot-Brittannië, waar ze tot de capitulatie zouden blijven. Na het mislukte Ardennen Offensief gaven 250.000 Duitse soldaten zich over. Tijdens de belegering van het Ruhrgebied vielen nog eens 325.000 Wehrmacht-soldaten in geallieerde handen. Na de capitulatie waren het er 3,4 miljoen en met zulke grote aantallen gevangenen, leek het logischer om ze in Duitsland te houden.
De kampen werd in april 1945 opgericht en werden allemaal volgens hetzelfde concept aangelegd. Een groot stuk landbouwgrond in de buurt van een dorp met een spoorlijn werd omheind met prikkeldraad en vervolgens opgedeeld in 10 tot 20 secties, waar per sectie zo'n 5.000 tot 10.000 mensen verbleven. De krijgsgevangenen werden gedwongen hun uitrusting af te geven en moesten met de hand een gat in de grond graven waar ze konden slapen. Al snel raakten de kampen overbevolkt, het kamp Remagen zou bijvoorbeeld volgens de plannen plaats bieden aan maximaal 100.000 gevangenen, maar het waren er al spoedig 184.000.

## Plaatsen van de Rheinwiesenlager
| - Andernach - Bad Kreuznach - Biebelsheim - Böhl-Iggelheim |  | - Büderich - Dietersheim - Diez - Hechtsheim |  | - Heidesheim am Rhein - Koblenz - Ludwigshafen-Rheingönheim - Goldene Meile (Remagen) |  | - Rheinberg - Siershahn - Sinzig - Urmitz |  | - Wickrathberg - Winzenheim/Bretzenheim |

## Omstandigheden

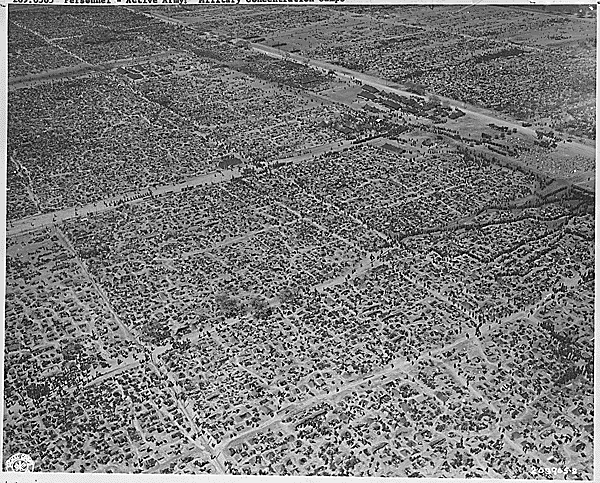
Luchtfoto uit 1945 van een onbekend Rheinwiesenlager

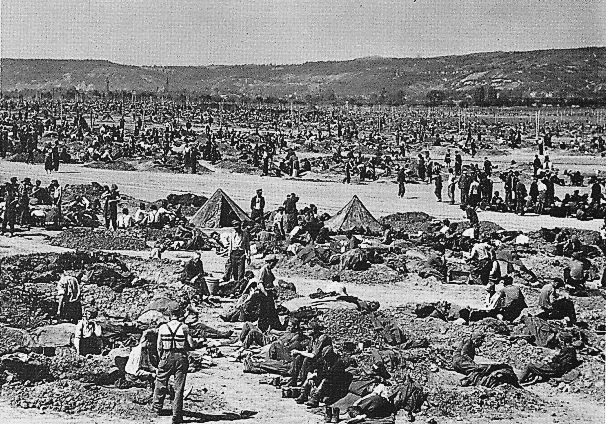
Kamp bij Sinzig (12 mei 1945)

Gedurende de zomer van 1945 mocht het Internationaal Comité van het Rode Kruis de gevangenen in geen enkel kamp bezoeken. Pas in de herfst van 1945, toen de eerste kampen begonnen te sluiten, werden delegaties in de door de Fransen en de Engelsen gecontroleerde gebieden toegelaten. Vanaf 4 februari 1946 kreeg het Rode Kruis ook toestemming om de nood van de gevangenen in de Amerikaanse zone te lenigen. De delegaties stelden vast dat de Duitse gevangenen vaak werden vastgehouden onder erbarmelijke omstandigheden en slaagden in een geleidelijke verbetering van de situatie.

## Aantallen slachtoffers
Officiële Amerikaanse statistieken houden het aantal doden in de Rheinwiesenlager op 3.000, terwijl Duitse bronnen een aantal van 4.537 noemen. De Amerikaanse professor Rudolph Rummel ging van het cijfer 6.000 uit. In een publicatie uit 1989 met de titel Other Losses berekende de Canadese romanschrijver James Bacque (die de kampen voor het eerst brede publiciteit gaf) dat het aantal doden richting 1.000.000 beliep. Echter, historici als Stephen Ambrose, Albert Cowdrey en Rüdiger Overmans  betwistten dit cijfer met het argument dat dit cijfer het resultaat was van gebrekkige onderzoekpraktijken. Als de laagste en de hoogste schatting van het aantal doden noemde de Amerikaanse historicus Arthur Smith de getallen 8.000 en 40.000.
In 1972 volgde een publicatie van het Maschke-comité (naar de voorzitter van het onderzoekscomité Erich Maschke), dat in opdracht van het Bundesministerium für Vertriebene, Flüchtlinge und Kriegsgeschädigte (Bondsministerie voor verdrevenen, vluchtelingen en oorlogsslachtoffers) een gedetailleerd onderzoek had uitgevoerd.
Volgens de resultaten waren de kampen met de hoogste sterftecijfers:
- 1. Bad Kreuznach (Kamp Galgenberg en Bretzenheim)
- 2. Sinzig bij Remagen
- 3. Rheinberg
- 4. Heidesheim
- 5. Wickrathberg
- 6. Büderich

Tegen het einde van september 1945 waren bijna alle Rheinwiesenlager gesloten. Alleen het kamp Bretzenheim bij Bad Kreuznach bleef open tot 1948 als een doorgangskamp voor Duitse gevangenen, die terugkeerden van dwangarbeid in Frankrijk.

## Groepen
In de kampen werden verschillende groepen gevangenen geïnterneerd:
- Duitse krijgsgevangenen (POW's), die voor de capitulatie op 8 mei 1945 gevangen waren genomen.
- Disarmed Enemy Forces (DEF), gevangengenomen Duitse soldaten zonder de status van krijgsgevangen
- Leden van de Waffen-SS, die op één plaats in het kamp Bretzenheim werden vastgezet
- Leden van de Volkssturm
- Verdachte burgers, die meestal na enkele dagen het kamp weer mochten verlaten.